# Gladsax landskommun
Gladsax landskommun var en tidigare kommun i dåvarande Kristianstads län.

## Administrativ historik
Kommunen bildades i Gladsax socken i Järrestads härad i Skåne när 1862 års kommunalförordningar trädde i kraft.
Vid kommunreformen 1952 uppgick kommunen i Simrishamns stad som 1971 ombildades till Simrishamns kommun.

## Politik

### Mandatfördelning i Gladsax landskommun 1938-1946
| 11 | 9 |

| 20 |

| 10 | 10 |

| 20 |

| 10 | 10 |

| 20 |